# Калиновський (Китмановський район)
Кали́новський (рос. Калиновский) — селище у складі Китмановського району Алтайського краю, Росія. Входить до складу Дмитро-Тітовської сільської ради.

## Населення
Населення — 86 осіб (2010; 146 у 2002).
Національний склад (станом на 2002 рік):
- росіяни — 99 %